# 莫斯科電影節

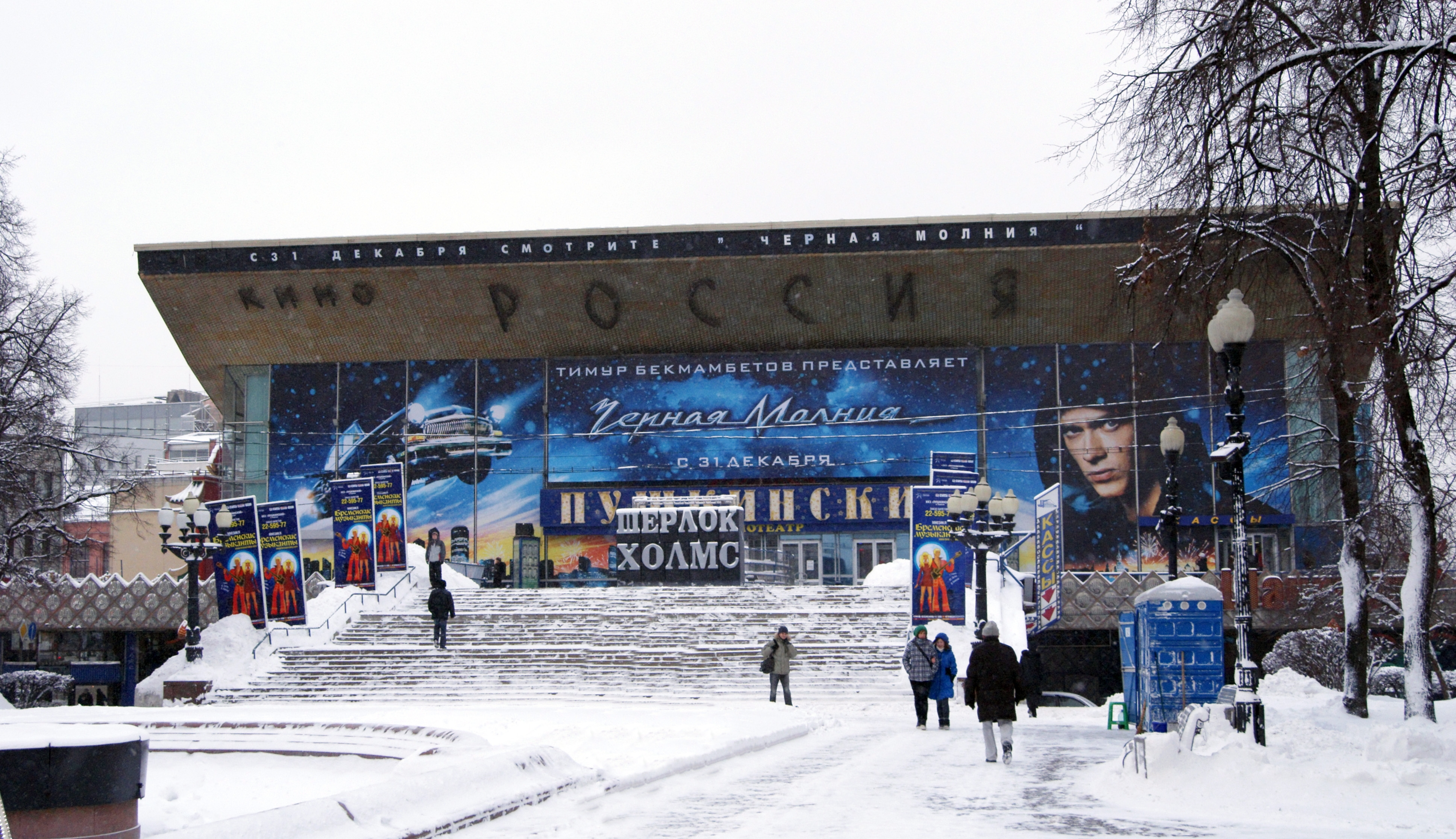
The Rossiya Cinema Theatre has always hosted the Moscow International Film Festival.

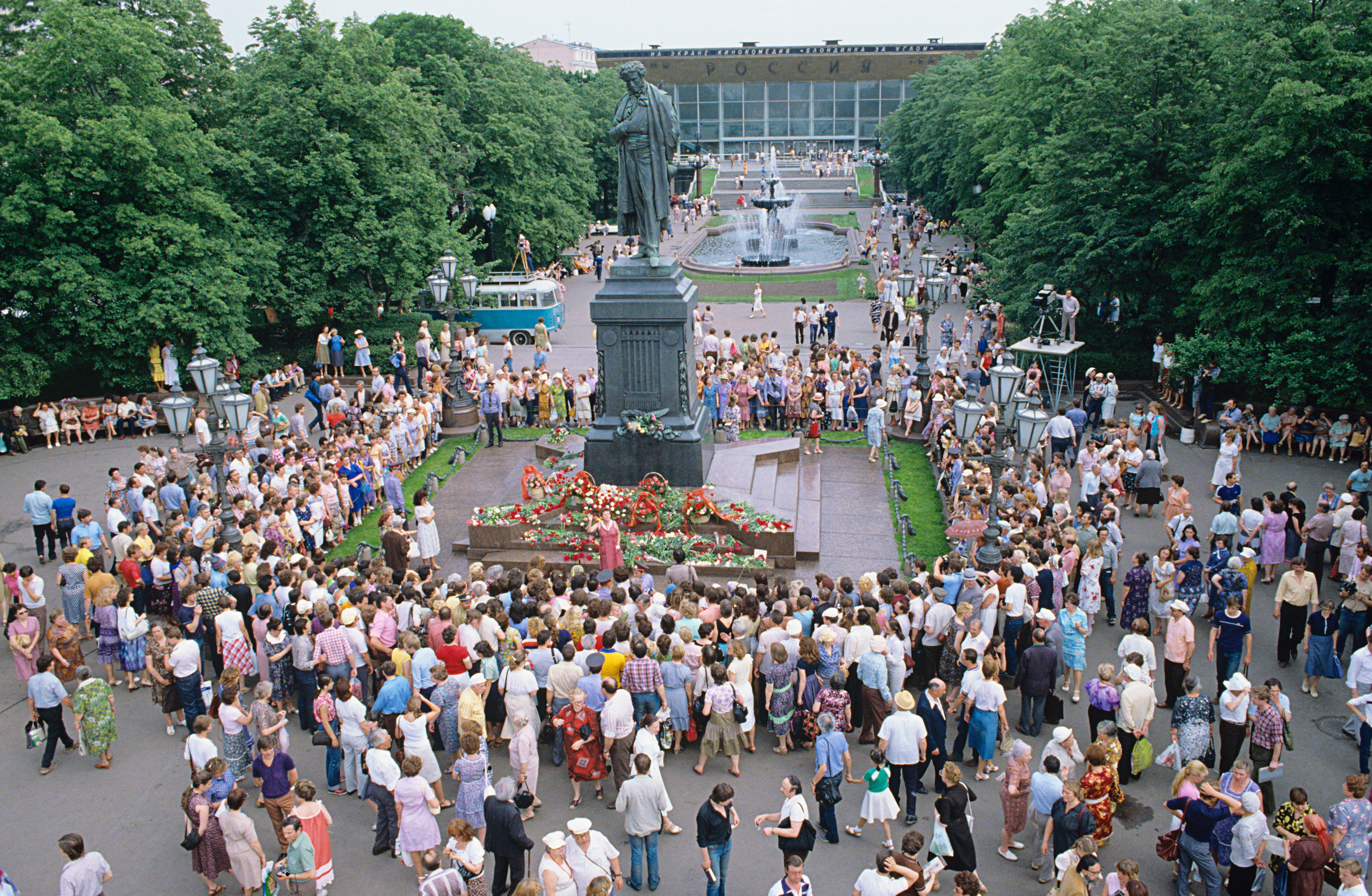
在普希金廣場上著名普希金紀念碑及俄國報影劇院、攝於1984年.

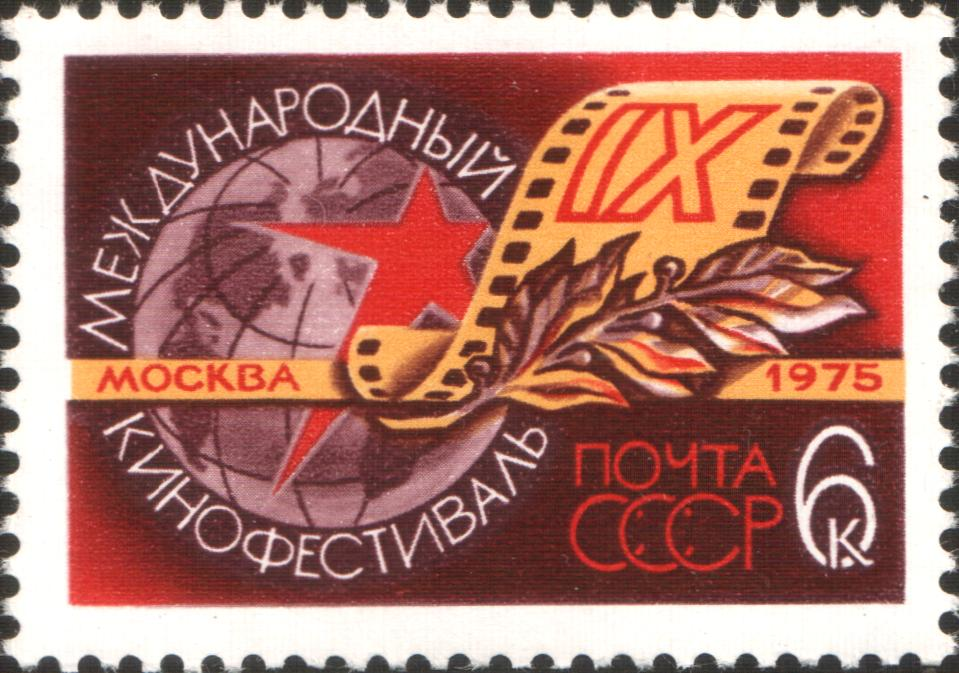
蘇聯發行的郵票，紀念1975年舉行的莫斯科電影節

莫斯科電影節（俄语：Московский международный кинофестиваль、莫斯科國際電影節）是世界上歷史第2悠久的影展，僅次於威尼斯電影節。莫斯科電影節設立於1935年，從1959年至1995年之間每2年舉辦一次，從1995年開始每年舉辦。俄羅斯導演尼基塔·米亥科夫從2000年開始擔任莫斯科電影節的主席。

## 歷史
莫斯科電影節早期以鼓勵前蘇聯及共產國家的影片為主，但在前蘇聯瓦解後，影展觸角開始向外延伸，逐漸成為亞洲重要的影展之一。1985年之前每年選出1-3部電影頒發聖喬治金獎，從1987年開始減少為1部。

## 獎項
- 聖喬治金獎
- 聖喬治銀獎
- 史坦尼斯拉夫斯基獎（Верю. Константин Станиславский）

## 歷年聖喬治金獎獲獎名單
| 年度             | 電影名稱                                                | 導演                                                             | 國家                         |
| ---------------- | ------------------------------------------------------- | ---------------------------------------------------------------- | ---------------------------- |
| 1959年（第1届）  | 人類的命運                                              | 谢尔盖·邦达尔丘克                                                | 苏联                         |
| 1961年（第2回）  | 裸島                                                    | 新藤兼人                                                         | 日本                         |
| 1961年（第2回）  | 晴朗的天空                                              | 格利高利·丘赫莱依（Grigori Chukhrai）                            | 苏联                         |
| 1963年（第3回）  | 8½                                                      | 费德里柯·费里尼                                                  | 義大利                       |
| 1965年（第4回）  | 戰爭與和平                                              | 谢尔盖·邦达尔丘克                                                | 苏联                         |
| 1965年（第4回）  | 24小時（Husz ora）                                      | 佐尔坦·法布里（Zoltán Fábri）                                    | 匈牙利                       |
| 1967年（第5回）  | 記者（Zhurnalist）                                      | 谢尔盖·格拉西莫夫（Sergei Gerasimov）                            | 苏联                         |
| 1967年（第5回）  | 父親（Aра）                                             | 萨博（István Szabó）                                             | 匈牙利                       |
| 1969年（第6回）  | Lucía                                                   | 温贝托·索洛斯（Humberto Solás）                                  | 古巴                         |
| 1969年（第6回）  | Serafino                                                | 皮亚托·杰米                                                      | 義大利・ 法國                |
| 1969年（第6回）  | Dozhivyom do ponedelnika                                | 斯坦尼斯拉夫·罗斯托茨基（Stanislav Rostotsky）                   | 苏联                         |
| 1971年（第7回）  | 警察局长的自白                                          | 达米亚诺·达米亚尼                                                | 義大利                       |
| 1971年（第7回）  | 赤裸的十九歲                                            | 新藤兼人                                                         | 日本                         |
| 1971年（第7回）  | Belaya ptitsa s chyornoj otmetinoj                      | 于瑞·伊里延科（Yuri Ilyenko）                                    | 苏联                         |
| 1973年（第8回）  | Eto sladkoye slovo - svoboda!                           | Vitautas Zalakiavicius                                           | 苏联                         |
| 1973年（第8回）  | Obich                                                   | 维陶塔斯·日拉贾维察斯                                            | 保加利亚                     |
| 1973年（第8回）  | 无情大地补晴天                                          | 斯坦利·克莱默                                                    | 美国                         |
| 1975年（第9回）  | 約定的土地                                              | 安德烈·華依達                                                    | 波蘭                         |
| 1975年（第9回）  | 德蘇烏札拉                                              | 黑澤明                                                           | 苏联                         |
| 1975年（第9回）  | 我们如此相爱                                            | 埃托尔·斯科拉                                                    | 義大利                       |
| 1977年（第10回） | 第五封印（Az Ötödik pecsét）                            | 佐尔坦·法布里（Zoltán Fábri）                                    | 匈牙利                       |
| 1977年（第10回） | El puente                                               | 巴尔登·胡安·安东尼奥（Juan Antonio Bardem）                      | 西班牙                       |
| 1977年（第10回） | Mimino                                                  | 格奥尔基·达涅利亚（Georgi Daneliya）                             | 苏联                         |
| 1979年（第11回） | 基督停在恩波利（Christ Stopped at Eboli）               | 佛蘭西斯科·羅西                                                  | 義大利・ 法國                |
| 1979年（第11回） | Siete dias de enero                                     | 巴尔登·胡安·安东尼奥（Juan Antonio Bardem）                      | 西班牙・ 法國                |
| 1979年（第11回） | 影迷                                                    | 克里斯多夫·奇士勞斯基                                            | 波蘭                         |
| 1981年（第12回） | O homem que virou suco                                  | João Batista de Andrade                                          | 巴西                         |
| 1981年（第12回） | Canh jong hoang                                         | Nguyen Hong Shen                                                 | 越南                         |
| 1981年（第12回） | 德黑兰1943年                                            | 亞歷山大·阿洛夫（Aleksandr Alov） 弗·纳乌莫夫（Vladimir Naumov） | 苏联・ 瑞士・ 法國           |
| 1983年（第13回） | Amok                                                    | Souheil Ben Barka                                                | - 摩洛哥・ 几内亚 - 塞内加尔 |
| 1983年（第13回） | 阿尔西诺和飞鹰（Alsino and the Condor）                 | Miguel Littín                                                    | - 尼加拉瓜・ 墨西哥 - 古巴・ |
| 1983年（第13回） | Vassa                                                   | 格里布·潘非洛夫（Gleb Panfilov）                                 | 苏联                         |
| 1985年（第14回） | 納粹圍城                                                | 伊里姆·克里莫夫（Elem Klimov）                                   | 苏联                         |
| 1985年（第14回） | 大兵的故事                                              | 诺曼·杰威森（Norman Jewison）                                    | 美国                         |
| 1985年（第14回） | I kathodos ton ennea                                    | Christos Shopakhas                                               | 希腊                         |
| 1987年（第15回） | 费里尼访谈录                                            | 费德里柯·费里尼                                                  | 義大利                       |
| 1989年（第16回） | 偷自行車的人                                            | 布鲁诺·伯茨多（Maurizio Nichetti）                               | 義大利                       |
| 1991年（第17回） | Pegij pyos begushchij krayem morya                      | Karen Gevorkian                                                  | 苏联・ 德国                  |
| 1993年（第18回） | Me Ivan, You Abraham                                    | Yolande Zauberman                                                | 法國・ 白俄羅斯              |
| 1995年（第19回） | 未頒發                                                  |                                                                  |                              |
| 1997年（第20回） | 马文的房间                                              | 杰瑞·扎克斯（Jerry Zaks）                                        | 美国                         |
| 1999年（第21回） | 好想活著                                                | 新藤兼人                                                         | 日本                         |
| 2000年（第22回） | Zycie jako smiertelna choroba przenoszona droga plciowa | 克里日托夫·扎努西                                                | 波蘭・ 法國                  |
| 2001年（第23回） | The believer                                            | 亨利·宾                                                          | 美国                         |
| 2002年（第24回） | 復活                                                    | 塔維亞尼兄弟                                                     | 義大利・ 法國                |
| 2003年（第25回） | La luz prodigiosa                                       | Miguel Hermoso                                                   | 義大利・ 西班牙              |
| 2004年（第26回） | Svoi                                                    | Dmitri Meskhiyev                                                 | 俄羅斯                       |
| 2005年（第27回） | 夢見宇宙                                                | 亚力克西乌·契杰利（Alexey Uchitel）                              | 俄羅斯                       |
| 2006年（第28回） | Om Sara                                                 | Othman Karim                                                     | 瑞典                         |
| 2007年（第29回） | Travelling with pets                                    | Vera Storozheva                                                  | 俄羅斯                       |
| 2008年（第30回） | TBe hamin sadegi                                        | 礼萨·米尔-卡里米（Reza Mir-Karimi）                              | 伊朗                         |
| 2009年（第31回） | 彼德前往天國                                            | Nikolay Dostal                                                   | 俄羅斯                       |
| 2010年（第32回） | Hermano                                                 | Marcel Rasquin                                                   | 委內瑞拉                     |
| 2011年（第33回） | Las olas                                                | 阿爾貝托·莫拉雷斯（Alberto Morais）                              | 西班牙                       |
| 2012年（第34回） | 垃圾心                                                  | Tinge Krishnan                                                   | 英国                         |
| 2013年（第35回） | particle                                                | Erdem Tepegöz                                                    | 土耳其                       |
| 2014年（第36回） | 我的男人                                                | 熊切和嘉                                                         | 日本                         |

## 华语片在莫斯科
- 1959年第01届，《老兵新传》获得技术成就银质奖章，动画片《小鲤鱼跳龙门》获得动画片银质奖章。
- 1961年第02届，于蓝凭借《革命家庭》荣膺最佳女演员奖。
- 1983年第13届，由唐澄、邬强导演，桑弧编剧的水墨动画《鹿铃》获得特别奖。
- 2001年第23届，杨凡导演的《游园惊梦》获得国际影评人费比西奖。
- 2004年第26届，许鞍华导演的电影版《玉观音》入围主竞赛单元角逐圣乔治金奖。[4]
- 2006年第28届，导演陈凯歌荣获世界电影贡献奖。
- 2007年第29届，作家尹丽川导演的《公园》入围主竞赛单元。[5]
- 2008年第30届，年仅25岁的导演黄凯处女作《上海公园》入围全景单元。[6]
- 2011年第33届，黃精甫导演的《復仇者之死》入围主竞赛单元。[7]

## 脚注
1. ↑  第36回奧斯卡獎最佳外語片獎
2. ↑  第48回奧斯卡獎最佳外語片獎
3. ↑  「私の男」が最優秀作品賞 モスクワ国際映画祭 浅野忠信さん最優秀男優賞 （页面存档备份，存于）（2014年6月29日）、日本経済新聞、2014年6月29日閲覧。
4. ↑  莫斯科国际电影节开幕 中国影片《玉观音》入围 （页面存档备份，存于）新民晚报 2004年06月21日
5. ↑  《公园》入围莫斯科国际电影节竞赛单元  （页面存档备份，存于）央视国际 2007年06月15日
6. ↑  《上海公园》入围莫斯科电影节 的存檔，存档日期2016-03-08.新晚报 2008年06月10日
7. ↑  麦浚龙新片入围莫斯科国际电影节(图) （页面存档备份，存于）新浪娱乐 2011年07月02日

## 外部連結
- Official site of the MIFF